# المنشأة الجديدة (المنوفية)
المنشأة الجديدة إحدى قرى مركز الباجور التابع لمحافظة المنوفية في جمهورية مصر العربية، وأصلها عزبة كانت تتبع مدينة الباجور تُسمّى عزبة مناوهلة حيث فُصلت عزبة مناوهلة عن مدينة الباجور سنة 1964م.

## السكان
بلغ عدد سكان المنشأة الجديدة 2,207 نسمة، حسب الإحصاء الرسمي لعام 2006.